# Español costarricense
El español de Costa Rica o español costarricense (es-CR) es la forma dialectal de la lengua castellana utilizada en dicho país. De manera histórica, Costa Rica no fue una colonia americana que despertara un profundo afán de poblamiento, e incluso durante el virreinato, fue la provincia más austral de Nueva España, por lo que tuvo una influencia instructiva casi nula de la corona, lo que incidió directamente en el particular desarrollo de su geolecto vernáculo.
Actualmente, a pesar de su pequeño tamaño territorial, cada provincia cuenta con características distintivas en su trato, forma de hablar, acento y fonética. La provincia de Guanacaste tiene mucha influencia del vecino Nicaragua, el Valle Central mantiene una línea en común, pero aun así los dichos, expresiones y fonética varían de provincia en provincia y cambian según la educación y clase social del locutor. La provincia del Caribe costarricense, Limón, presenta características totalmente propias en su habla y cultura, influenciado por el inglés criollo y la inmigración jamaiquina que se dio en dicha provincia. En Puntarenas se conservan características del Valle Central y Guanacaste; es además donde más se registra el uso del tuteo en el país, al sur cerca de la frontera con Panamá.

## Rasgos idiomáticos
Sus rasgos distintivos son:

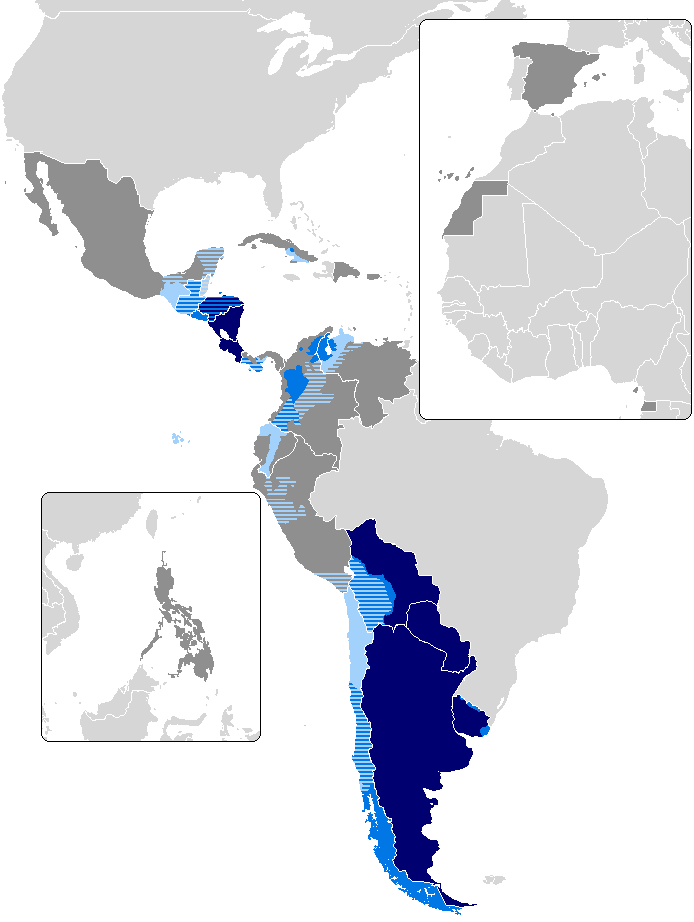
Voseo generalizado de forma oral y escrita
Voseo oral generalizado
Voseo coexistente con el tuteo o voseo regional desprestigiado
Sin voseo

- Diversidad de variantes: debido a que cada provincia del país tiene diversas características distintivas en sus formas de tratamiento y entonación, e incluso se registran variedades léxicas.
- Zonas de fusiones: en las áreas limítrofes con Nicaragua y Panamá se distinguen fusiones idiomáticas, especialmente en aspectos de fonética.
- El voseo: uso de formas peculiares para la segunda persona del singular, que altera especialmente la conjugación en presente. Es uno de los fenómenos más característicos del español costarricense.[4]
- El ustedeo casual: uso del pronombre usted como forma de tratamiento extendida en gran parte de la población, tanto en ambientes coloquiales como en situaciones formales.
- Modos verbales: la preferencia por el futuro perifrástico (voy a ir) sobre el futuro imperfecto (iré), la elección de un pasado simple (dije, decía) frente a pasados compuestos (hube dicho, he dicho) y en muchos casos los imperativos voseantes (vení por ven, o comunicalo por comunícalo).
- Rasgos adquiridos por influencia: las corrientes inmigratorias que llegaron al país, especialmente de España e Italia, así como de Francia, Jamaica, Polonia y países limítrofes, posibilitan la conformación diferenciada de un gran léxico único y sumamente heterogéneo. En cuanto a la entonación costarricense, especialmente la del Valle Central, son de particular importancia  las influencias de España, tanto en pronunciación como en léxico, así como del italiano y del ladino judeoespañol. Por otro lado, existen numerosos italianismos empleados en la jerga tica, como: birra (de birra; cerveza), acois (de eco; aquí), campanear (de campana: espía; vigilar), canear (de canne; estar preso), o fachudo (de facha: cara; estar desarreglado).[5] De igual manera se utilizan frecuentemente vocablos importados de los sefardíes ibéricos tales como: achará (de hasharah; lástima), jupa (de juppah; cabeza), cor cor (sin pausa) o acuantá (de ha kuant'ha?; hace rato).[6]

## Fonología

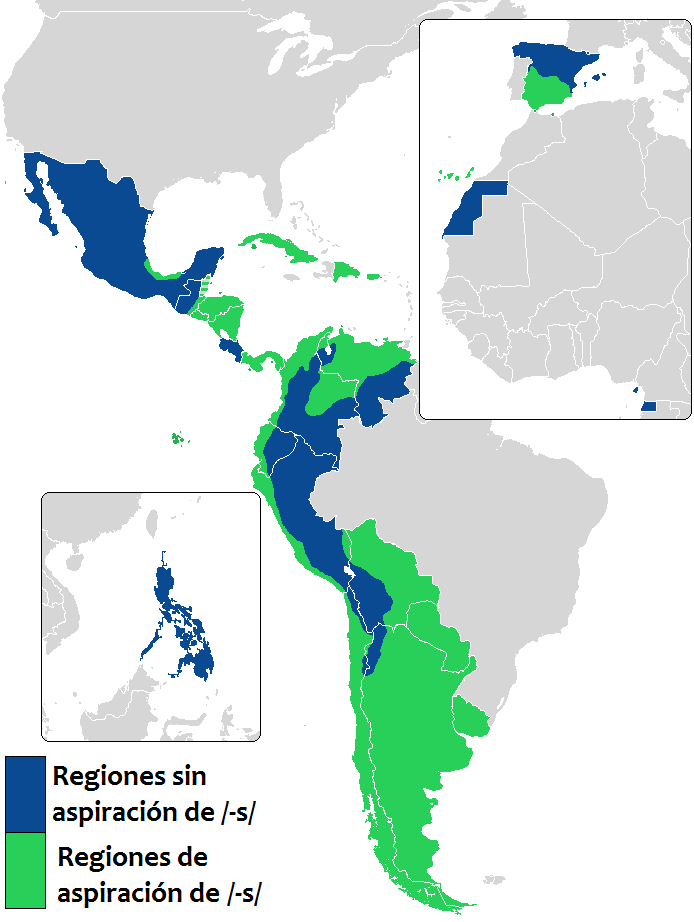

Nueva España hasta 1821.

- Las características distintivas de la fonética costarricense incluyen las siguientes:
  - Asibilación del fonema "doble-R" en algunos hablantes (deletreado ⟨r⟩ palabra-inicialmente y ⟨rr⟩ intervocalmente), especialmente en el valle central, lo que se ha descrito como una "espirante apicoalveolar muy fricativa", como una "apicoalveolar vibrante sonora múltiple" y como una Fricativa retrofleja sonora (/ʐ/), así ropa [ˈʐopa] ("ropa"), carro [ˈkaʐo] ("coche"). La asibilación también afecta la secuencia /tɾ/, dándole un sonido similar a una africada apicoalveolar.[7]
  - El fonema de doble R y el fonema de R simple después de at, también se pueden realizar como aproximante alveolar sonoro [ɹ] por algunos hablantes siendo el mismo sonido que la / r / del inglés.  Así ropa [ˈɹopa] ("ropa"), carro [ˈkaɹo] ("coche") y cuatro ['kwatɹo] ("cuatro"). Excepto antes de una consonante (esto no se aplica a todos los hablantes), en cuyo caso se pronuncia como un trino alveolar sonoro [r]. Así puerta [ˈpwerta] ("puerta"), guardar [ɡwarˈðaɹ] ("salvar"). Nota: Esto no se aplica al fonema R simple que se pronuncia como un toque alveolar [ɾ] como el resto de los hispanohablantes además cabe señalar que la pronunciación de la R simple o doble R es característico de cierta región: el Valle Central. En el resto del país, se pronuncia vibrante fuerte en Guanacaste y Puntarenas y en ciertas zonas de Alajuela; se pronuncia fricativo en Limón. [cita requerida]
  - Velarización de ⟨n⟩ al final de palabra (antes de una pausa o una vocal), es decir, pronunciación como la nasal velar [ŋ].[7]
  - /ʝ/ se puede perder en contacto con las vocales anteriores /e/ e /i/.[7]
  - El dialecto costarricense adoptó la africada alveolar sorda [t͡s] y el grupo [tl] (originalmente /tɬ/) representado por los respectivos dígrafos ⟨tz⟩ y ⟨tl⟩ en préstamos de origen náhuatl, por ejemplo, quetzal. Incluso palabras de origen griego y latino con ⟨tl⟩, como Atlántico y atleta, se pronuncian con /tl/ : [aˈtlãntiko], [aˈtleta] (comparar [aðˈlãntiko], [aðˈleta] en España y otros dialectos de Hispanoamérica  ).[cita requerida]
  - La /s/ final de sílaba se aspira con poca frecuencia, o se pronuncia como [h], entre los hablantes de clase media en el centro de Costa Rica. Se puede aspirar con mayor frecuencia al final de una palabra y antes de otra palabra que comience en vocal, pero /s/ todavía aparece la mayor parte del tiempo. Las regiones fronterizas de Costa Rica con Nicaragua y Panamá muestran mayores tasas de reducción de /s/. [cita requerida]
  - El fonema representado por ⟨j⟩, /x/, suele ser solo una aspiración débil, como [h]. En palabras como trabajo apenas se escucha.[cita requerida]

## Léxico

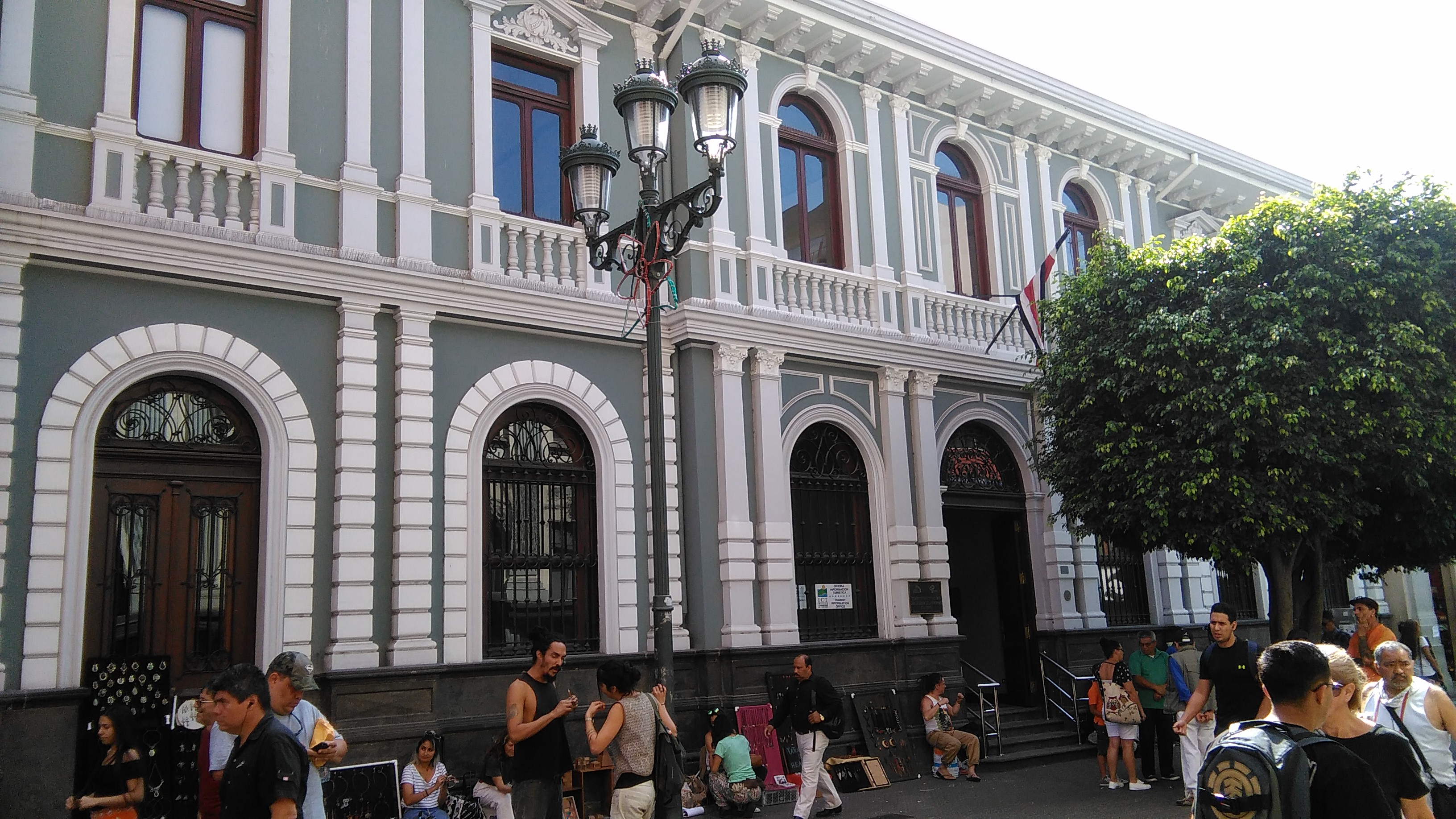
Sede de la Academia Costarricense de la Lengua en San José.

El léxico del español costarricense es enriquecido con:
- Préstamos de lenguas aborígenes (especialmente chibchas y nahuas, en menor medida quechuas y caribes).
- Palabras de origen africano.
- Código Malespín de la Guerra Centroamericana.
- Italianismos (a causa de la gran inmigración de italianos).
- Modismos sefardíes españoles (debido a la gran entrada de judeoespañoles).
- Vocablos importados de otras naciones de Centroamérica.
- Incorporaciones de otras lenguas, especialmente europeas, entre ellas francés e inglés por influencia en diferentes contextos históricos.
- Influencias de los creoles del Caribe.

Además, el pachuco, argot nacido del dialecto, aporta gran cantidad de componentes al léxico del mismo.

### Pachuco
La jerga callejera o argot de Costa Rica es conocida como: "pachuco", una variación regional del castellano con influencia de palabras y expresiones de lenguas indígenas, francés, italiano, el código Malespín, inglés criollo limonense, ladino judeoespañol, castellano tradicional, vulgarismo, y otras expresiones de uso popular en Costa Rica (similar en su uso y modismos al lunfardo rioplatense). 
El Código Malespín fue creado por el general salvadoreño Francisco Malespín en las guerras civiles centroamericanas del siglo XIX. Por ejemplo: tanto la palabra "Tuanis" (muy bien) como la palabra "Brete" (trabajo), ambas de uso diario en Costa Rica, tenían su origen en este curioso código Malespín, que simplemente consiste en sustituir a por e / i por o / b por t / f por g / p por m, y viceversa.

## Entonación

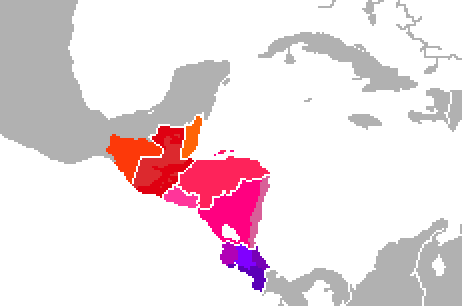
Variedades lingüísticas del español centroamericano.

El español costarricense presenta patrones tónicos bastante suaves que lo distinguen netamente de cualquier otra variedad del idioma. La variación podría deberse al aislamiento de Costa Rica durante la época colonial, así como a la asimilación de patrones tónicos traídos por inmigrantes de todo el mundo, especialmente de España e Italia. De todas formas, la entonación peculiar del dialecto costarricense es muy distinta a cualquier geolecto o acento centroamericano, precisamente por su diferente desarrollo cultural. El acento en Costa Rica, sobre todo en el Valle Central, es una derivación de diversas lenguas importadas y desarrollos autóctonos, que antes del siglo XX sonaba más parecido al sevillano (en general al andaluz). En regiones del norte mexicano como Baja California se percibe un acento similar al del Valle Central de Costa Rica.

## Morfología
En Costa Rica conviven dos pronombres singulares en segunda persona: usted y vos; en cambio, el pronombre tú es prácticamente inexistente, pese a que la influencia chiricana proveniente de Panamá, ha generado la práctica minoritaria de esta forma de tratamiento al sur del país desde el siglo XIX. A partir del siglo XXI se empieza a percibir cierta influencia gracias a la inmigración desde países mayoritariamente tuteantes como: Colombia, Venezuela, Ecuador o Perú. 
La virtual inexistencia e incluso penalización social del uso del tuteo entre costarricenses se explica por el afianzamiento del tú en la mayoría de América Latina provino, no sólo del mayor contacto con España de zonas como las Antillas, México y Perú, sino también de la labor cultural de las universidades. Las regiones más alejadas, con menor influencia de la metrópoli (como Costa Rica), mantuvieron el voseo que había llegado en los primeros tiempos de la colonización.
Costa Rica fue un caso peculiar, al no tener mayor contacto con España ni con otros centros importantes en esa época, por lo que se desarrolló una sociedad "bastante homogénea" e igualitaria y un trato social de un aparente respeto generalizado en un lugar donde los colonizadores estuvieron aislados y tampoco hubo importantes comunidades indígenas ni latifundios. Como resultado de ello, el tratamiento respetuoso en la sociedad costarricense no se ha basado en razones de poder ni de dominio, sino más bien en solidaridad. Probablemente, el uso de "don" y "doña", tan arraigado en Costa Rica, se da por igual. Y no es asociado con esclavitud, servicio ni jerarquización social, como sí lo era en México o el Triángulo Norte de Centroamérica.

### Usted
Usted es el pronombre en segunda persona del singular dominante en situaciones formales en el español de Costa Rica. Su uso es extendido entre extraños, autoridades, adultos mayores y otras formalidades. Muchos costarricenses suelen mostrar más apego al usted, incluso en situaciones informales. Es la más dominante en las zonas rurales, en especial en la provincia de Alajuela, donde se acentúa la última vocal y se elimina la última d (ej: usted-usté). En Heredia, San José y las provincias costeras, el ustedeo se alterna con el voseo, según corresponda.

### Vos
El "vos" es uno de los pronombres de la segunda persona singular utilizado por muchos oradores en determinadas relaciones coloquiales o contextos informales en Costa Rica. Es comúnmente usado entre familia, amigos, compañeros de trabajo, personas cercanas al locutor o con las que se establece una relación de cercanía. Desde tiempos de la colonia Costa Rica es reconocido a nivel latinoamericano por el uso del voseo. Se utiliza también para "romper el hielo" en situaciones que lo admiten. Su utilización es mayoritaria en las provincias de Cartago, San José y Guanacaste, mientras que en Alajuela y zonas rurales el ustedeo es dominante. Al igual que ocurre en el español rioplatense en Costa Rica, el uso del pronombre vos es parte de la norma culta y es utilizado en publicidad, negocios y relaciones casuales.

## Variantes dialectales
Se distinguen cuatro dialectos principales en el español de Costa Rica; que incluso tiene sus propias diferencias dentro de cada región. Por lo general la inmigración constante desde el siglo XIX o los influjos de las naciones limítrofes como Nicaragua y Panamá han sido las influencias que mayor determinan las variantes dialectales del país.

### Valle Central
El Valle Central es la región más poblada del país y la que recibió mayor influencia europea desde hace dos centurias. Esta zona se compone de cuatro provincias; San José, Alajuela, Cartago y Heredia, pero su influencia dialectal se extiende hasta Puntarenas, Pérez Zeledón y San Carlos. La entonación de los habitantes de la Meseta Central es la más conocida del país, y se caracteriza por su suavidad.
Tradicionalmente en esta región conviven el voseo en Cartago y el ustedeo en Alajuela, siendo San José y Heredia provincias intermedias respectivamente. A su vez, es característica de esta región la pronunciación arrastrada de la /r/ e implosiva de la /s/, así como el tenue ensordecimiento de la /d/ posvocálica en la última sílaba de una palabra, o su total aspiración en las zonas rurales. Pese a que el acento meseteño es bastante homogéneo en todo el Valle, cada provincia guarda sus diferentes características idiomáticas.

### Caribe
La provincia de Limón, situada en el litoral caribeño, recibe desde finales del siglo XIX una constante inmigración afroantillana principalmente de Jamaica así como de muchas otras naciones del Caribe. Es por esto que en la región limonense existe un dialecto del español sumamente diferenciado del resto del país, con una entonación netamente caribeña e influenciada por el patois, el inglés jamaiquino y el francés creol con una pronunciación rótica de la /r/, de herencia inglesa.

### Pacífico Norte
En Guanacaste tanto el tratamiento, la entonación e incluso algunas características léxicas remiten al vecino país de Nicaragua. En esta provincia son características la aspiración de la /s/ posvocálica y el uso extendido del voseo. A su vez, en la región guanacasteca no existe la pronunciación rótica de la /r/ tan distintiva del Valle Central, y varios modismos son exclusivamente autóctonos. Además sus influencias lingüísticas se extienden hasta San Carlos y Puntarenas.

### Pacífico Sur
Esta región comprende la provincia de Puntarenas y el cantón de Pérez Zeledón, siendo fuertemente influenciada por los otros dialectos del país. De esta manera, en Pérez Zeledón y la ciudad de Puntarenas la influencia meseteña es sumamente perceptible, mientras que en el resto del cantón central, Montes de Oro y Esparza se encuentran particulares reminiscencias de Guanacaste. A su vez en la Zona Sur se podría pensar que existe alguna influencia chiricana de la vecina Panamá. Existe una leve presencia de algunas personas jóvenes que están usando la conjugación "tuteada", sin embargo no existen estudios que demuestren que es por influencia del país vecino.